# Lijakatpur
Lijakatpur (pendżabski/urdu: لِياقت پُور‬) – miasto w Pakistanie, w prowincji Pendżab. W 2017 roku liczyło 51 989 mieszkańców.